# Pagefrisyr

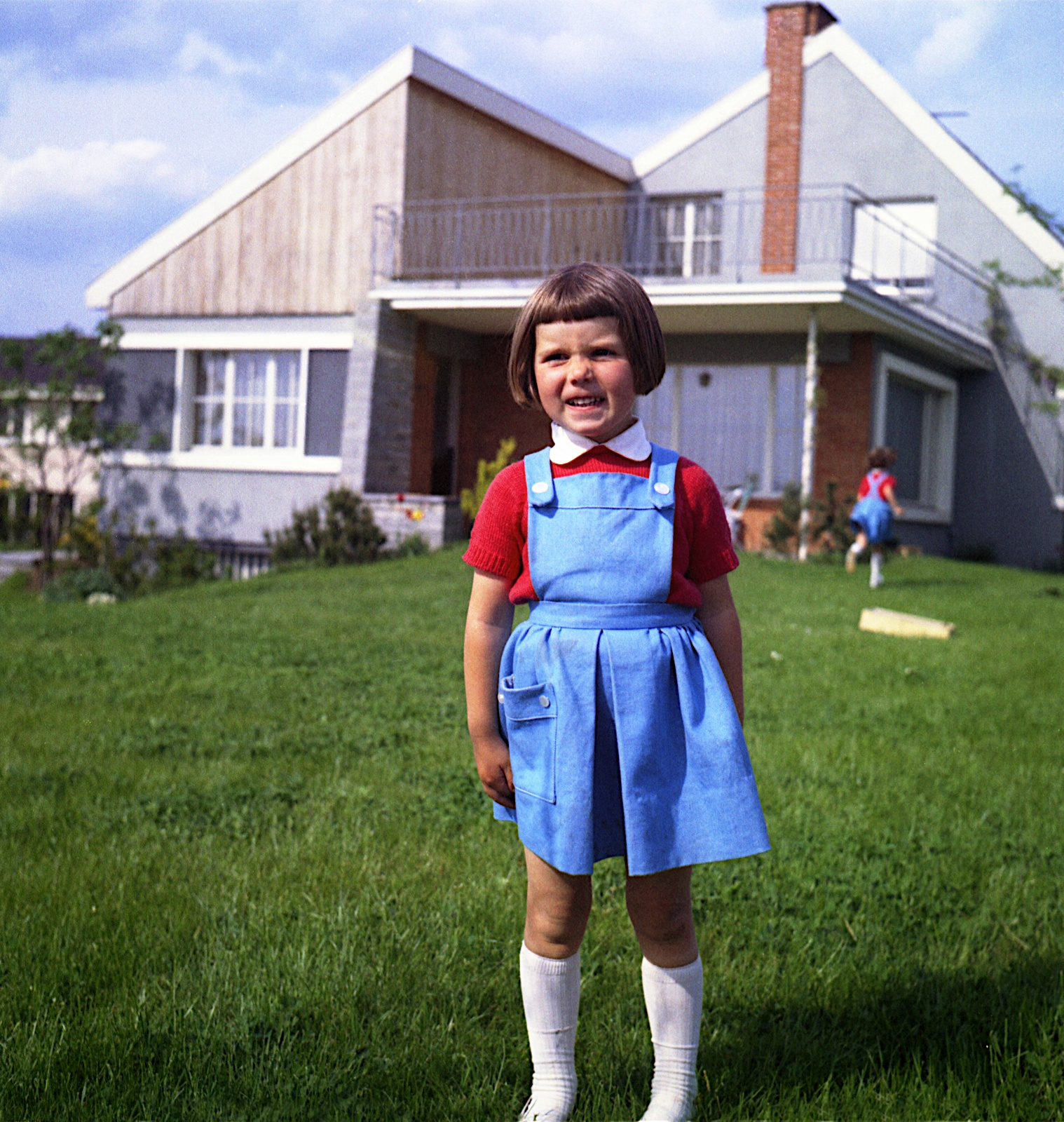
En flicka i pagefrisyr.

Pagefrisyr, page, (tidigare kallat "polkahår") är en frisyr med rakt, ofta tillplattat hår. Frisyren var vanlig bland män och pojkar under medeltiden. Under mitten av 1800-talet togs frisyren upp på nytt och användes av män. Den karaktäriseras av sitt långa nedhängande hår i nacken, med svag inåtgående lockning och tvärklippt lugg som når ner till ögonbrynen. Vanligt var även att gossebarn klipptes på detta sätt, åtminstone fram till mitten av 1950-talet.
Den blev en populär modefrisyr för kvinnor först under perioden 1936–1945, men började användas av skådespelerskor under 1920-talet, och är sedan tidigt 1970-tal vanligt förekommande. Kring 1960 och i olika perioder framåt har den varit populär även hos unga män.